# Coup d'État de 1995 au Qatar
Le coup d'État de 1995 au Qatar est un coup d'État sans effusion de sang survenu au Qatar le 27 juin 1995. Le coup d'État a été effectué par le prince héritier Hamad ben Khalifa Al Thani qui, avec le soutien de la décision de la famille Al Thani a pris le contrôle du pays pendant que son père, l'émir Khalifa ben Hamad Al Thani, était en visite à Genève, en Suisse. Le coup d'État est survenu après une brouille entre Hamad ben Khalifa et son père qui, au début de l'année 1995, avait essayé de regagner une partie de l'autorité qu'il accordait à Hamad depuis 1992.

## Conséquences
En réponse au coup d'État, Khalifa ben Hamad a qualifié son fils d'«homme ignorant» et a proclamé qu'il était toujours le dirigeant légitime, tandis que Hamad ben Khalifa a engagé un cabinet d'avocats américain pour geler les comptes bancaires de son père à l'étranger afin de dissuader un possible contre-coup. Cependant, un contre-coup d'État a été tenté en février 1996 (en) sous la direction de l'ancien ministre de l'Économie Hamad ben Jassim ben Hamad Al Thani (en). Le coup d'État a échoué et plusieurs des alliés arabes traditionnels du Qatar ont été impliqués dans le complot, à savoir l'Arabie saoudite, les Émirats arabes unis, Bahreïn et l'Égypte.
Après sa déposition, l'ancien émir a vécu en exil en France et à Abou Dabi, aux Émirats arabes unis, jusqu'à ce qu'il revienne au Qatar en 2004.